# DanceLife
DanceLife (conhecido como  J.Lo's DanceLife no Reino Unido) foi um talent show norte-americano orientando à dança que estreou a 15 de Janeiro de 2007 nos Estados Unidos, transmitido pelo canal de música MTV.